# Marden (Wiltshire)
Marden – wieś w Anglii, w hrabstwie Wiltshire. Leży 29 km na północ od miasta Salisbury i 123 km na zachód od Londynu.